# Bocke van Feytsma
Bocke van Feytsma (overleden december 1626) was een Nederlands bestuurder.

## Biografie
Van Feytsma was een zoon van Jelger van Feytsma (†1620) en Auck van Herema (†1613). Bocke was een telg uit de familie Van Feytsma. In 1589 werd Bocke ingeschreven als student aan de universiteit van Franeker en in 1596 aan de universiteit van Leiden. In 1600 werd Van Feytsma grietman van Kollumerland en Nieuwkruisland, een functie die zijn vader eerder had. Hij trad ook op als Volmacht ten Landsdage namens deze grietenij. Van Feytsma werd echter niet vermeld als dijkgraaf van Kollumerland, terwijl de functie van grietman en dijkgraaf in het verleden gecombineerd waren. Ten tijde van zijn grietmanschap kocht Van Feytsma het Rechthuis te Kollum aan om daar vergaderingen van de grietenij te kunnen houden. Ook was hij een van de schenkers van de kerkklok van de kerk van Kollum die ook zijn naam vermeldt. In de periode 1619-1621 trad Van Feytsma op als rentmeester van de domeinen van Friesland. Na zijn overlijden in 1626 werd hij als grietman provisioneel opgevolgd door Tjerk Boelens. Waarna Hayo van Rinia in 1627 benoemd werd als opvolger. Deze Van Rinia was reeds assessor onder Van Feytsma.
Bij zijn huwelijk had Bocke een hoeveelheid grond en een geldbedrag gekregen om de Feitsmastate ten noorden van Kollum te stichten. Van zijn vader erfde Bocke ook de Sierdsmastate te Deinum.

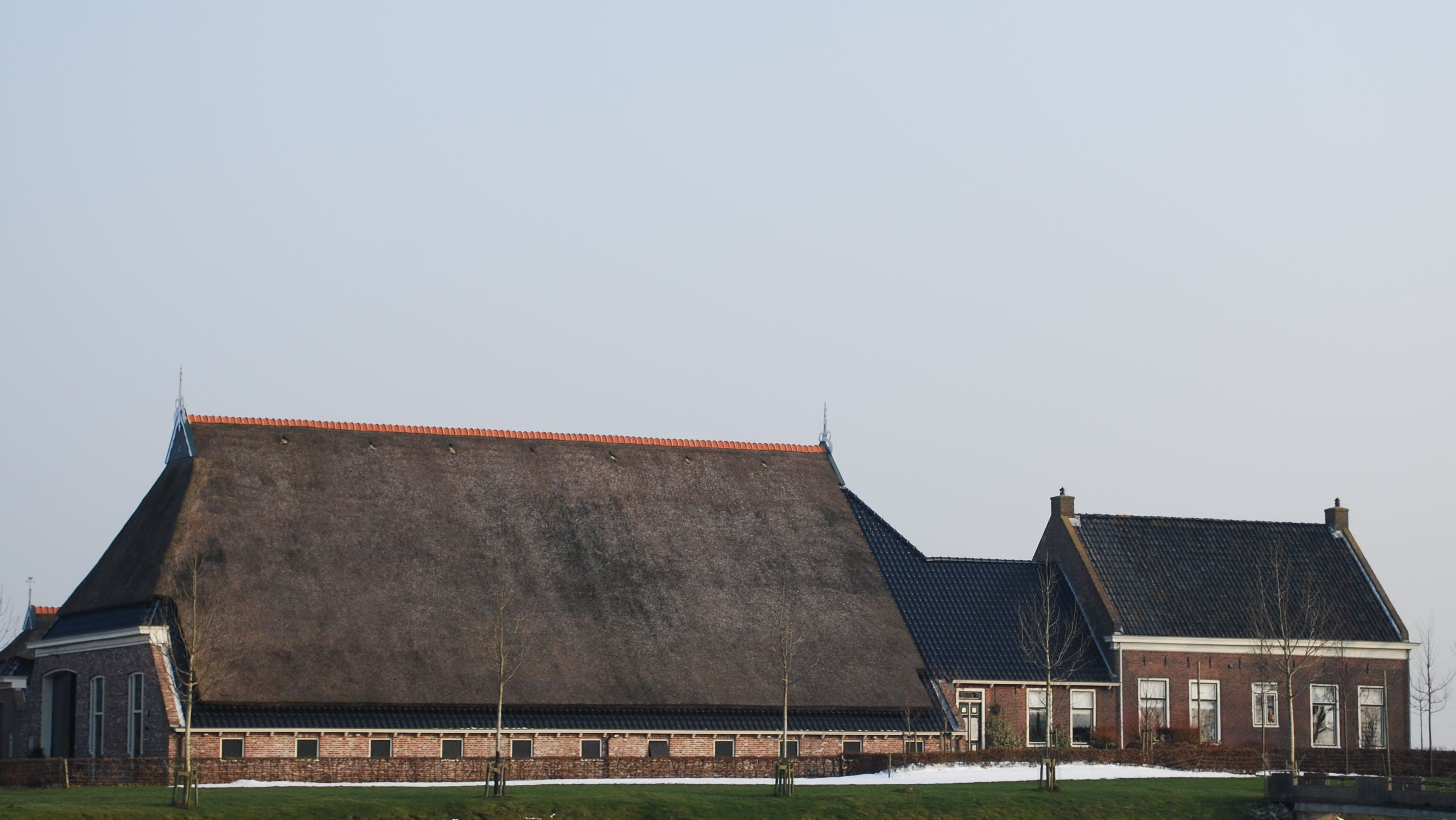
De Feitsmastate ten noorden van Kollum.
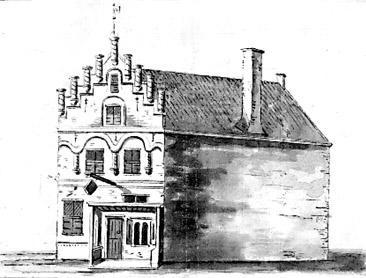
Het Rechthuis te Kollum.

## Huwelijk en kinderen
Van Fetysma trouwde met Haring van Burmania (†1646), dochter van Upcke van Burmania en Rints van Roorda. Het echtpaar kreeg zes kinderen onder wie:
- Luts van Feytsma (†1620), trouwde met Menne Houwerda van Meckema, zoon van Pybe van Meckema en Jetscke van Houwerda. De familie Van Meckema had tweemaal de grietman van Kollumerland geleverd.
- Ruurd van Feytsma (†<1657), trouwde met Machteld van Roorda. Hij was militair en erfde de Sierdsmastate te Deinum van zijn vader en de Feytsmastate te Hallum van zijn oom.